# Fruktoza 6-fosfat
Fruktoza 6-fosfat (takođe poznata kao Neuberg estar) je fruktozni šećer fosforilisan na ugljeniku 6 (ie. to je fruktoza-fosfat). -forma ovog jedinjenja je veoma rasprostranjena u ćelijama. Najveći deo glukoze i fruktoze unete u ćeliju se konvertuje u ovo jedinjenje u jednom od metaboličkih koraka. Naziv Neuberg estar potiče od imena nemačkog biohemičara Karla Neuberga.

## Istorija
1918. godine, Karl Neuberg je ustanovio da se ovo jedinjenje (kasnije identifikovano kao fruktoza 6-fosfat) može formirati putem blage kisele hidrolize fruktoze 2,6-bisfosfata.

## Fruktoza 6-fosfat u glikolizi
Fruktoza 6-fosfat je deo metaboličkog puta glikolize. Ona nastaje izomerizacijom glukoza 6-fosfata. Ona podleže daljoj fosforilaciji u fruktozu-1,6-bisfosfat. 
| -glukoza 6-fosfat | Fosfoglukoza izomeraza | Fosfoglukoza izomeraza | -fruktoza 6-fosfat | Fosfofruktokinaza-1   | Fosfofruktokinaza-1   | -fruktoza 1,6-bisfosfat |
|                   |                        |                        |                    |                       |                       |                         |
|                   |                        | ATP                    | ADP                |                       |                       |                         |
|                   |                        |                        |                    |                       |                       |                         |
|                   |                        |                        |                    |                       |                       |                         |
|                   |                        |                        |                    |                       |                       |                         |
|                   | Fosfoglukoza izomeraza | Fosfoglukoza izomeraza |                    | Fructoza bisfosfataza | Fructoza bisfosfataza |                         |

Јedinjenje C00668 u KEGG Metabolički put bazi podataka. Enzim 5.3.1.9 u KEGG Metabolički put bazi podataka. Јedinjenje C05345 u KEGG Metabolički put bazi podataka. Enzim 2.7.1.11 u KEGG Metabolički put bazi podataka. Enzim 3.1.3.11 u KEGG Metabolički put bazi podataka. Reakcija  u KEGG Metabolički Put bazi podataka. Јedinjenje C05378 u KEGG Metabolički put bazi podataka.